# Chelsea Tuach
Chelsea Tuach est une surfeuse professionnelle barbadienne née le 2 décembre 1995 à Bridgetown, à la Barbade. Elle devient en 2016 la première barbadienne à participer au circuit d'élite du championnat du monde de surf.

## Biographie
Chelsea Tuach apprend à surfer à l'âge de 8 ans avec sa famille. Elle dispute ses premières compétitions à la Barbade en 2004. À l'âge de 10 ans, elle devient la plus jeune surfeuse à représenter la Barbade sur le circuit mondial, en participant aux championnats du monde ISA junior à Maresias, au Brésil en 2006. Sa première victoire en dehors des Caraïbes a lieu en 2010 à l'occasion du National Kidney Foundation Women's Pro à Cocoa Beach aux États-Unis. Elle participe à ses premières compétitions sur le circuit QS en 2012, mais sa première véritable saison professionnelle débute en 2014. Elle se classe alors 25e.
Sa saison 2015 est marquée par sa première participation à une épreuve du CT en tant qu'invitée à l'occasion de l'US Open of Surfing à Huntington Beach au mois d'août. Début septembre, elle remporte à La Corogne en Espagne le Pantin Classic Galicia Pro, épreuve de classe 6 000 au calendrier QS. Avec cette victoire, Tuach s'assure une place au sein de l'élite mondiale du surf en 2016. Elle devient alors la première surfeuse barbadienne à accéder à ce niveau de compétition. Toujours en 2015, elle participe en tant que wild card au Roxy Pro France à Seignosse.

## Palmarès et résultats

### Saison par saison

#### Carrière junior
- 2013 :
  - 1re du Ron Jon Roxy Junior Pro à Cocoa Beach (États-Unis)[3]
  - 3e du Doo Australia Pro Junior Lobitos à Piura (Pérou)[4]
  - 3e du HD World Junior Championship à Florianópolis (Brésil)[5]
  - 1re du Sprite Soup Bowl Junior Pro Women à Bathsheba (Barbade)[6]
- 2014 :
  - 2e du Chain Resources Women's Pro Junior à New Plymouth (Nouvelle-Zélande)[7]
  - 3e du Allianz ASP World Junior à Ericeira (Portugal)[8]
  - 1re du Soup Bowl Pro Junior à Bathsheba (Barbade)[9]
- 2015 :
  - 3e du Los Cabos Open of Surf Junior à San José del Cabo (Mexique)[10]
  - 4e du Hunter Business Boardriders Pro Junior à Newcastle (Australie)[11]

#### Carrière professionnelle
- 2015 :
  - 3e du Samsung Galaxy Hainan Pro à Wanning (Chine)[12]
  - 3e du Burton Automotive Womens Classic à Newcastle (Australie)[13]
  - 1re du Pantin Classic Galicia Pro à La Corogne (Espagne)[14]

### Classements
| Année             | 2014 |
| ----------------- | ---- |
| Qualifying Series | 25e  |